# François Duvalier
François Duvalier, kallad Papa Doc, född 14 april 1907 i Port-au-Prince, död 21 april 1971 i Port-au-Prince, var en haitisk läkare och politiker och landets president 1957–1971, president på livstid från 1964. Hans regim, inledningsvis baserad på den svarta underklassen, utvecklades till ett veritabelt terrorvälde som kom att kosta 30 000 haitier livet.

## Biografi
Duvalier föddes 1907 i Port-au-Prince. Efter studier till läkare avlade han examen 1934 och var som läkare engagerad i olika biståndsprojekt, vilket bland annat gav honom möjlighet att studera vid University of Michigan i USA. Han engagerade sig senare i politiken, och blev 1949 hälso- och arbetsminister men tvingades snart lämna regeringen på grund av en statskupp och levde gömd tills 1954. En amnesti banade vägen för hans återkomst, och han valdes 1957 till president med omkring 70 procent av rösterna, stödd på landets afrikanskättade majoritetsbefolkning med löften om reformer och en brytning med den mulatta makteliten. Kritiker utpekade dock arméns stöd som främsta anledning till Duvaliers seger. Efter Duvaliers tillträde urartade regimen till en polisstat. År 1959 lät Duvalier grunda den militära säkerhetspolisen MVSN, då han som läkare inte kunde förlita sig på den inflytelserika arméns lojalitet. Milisen, populärt kallad Tonton Macoutes, som kom att rekryteras bland den afrikanska underklassen, utövade ett terrorvälde, där utpressning, försvinnanden och politiska mord på Duvaliers motståndare snart kom att höra till dagordningen. 
Majoriteten av landets mulattättade maktelit kom att drivas i exil efter Duvaliers makttillträde, och han lät snart upplösa parlamentet och ersätta den med en nationalförsamling som de facto tillät honom styra ensam genom dekret. Sedan han drabbats av en hjärtinfarkt 1959 fick MVSN ökat inflytande över landets politik. Sedan Duvalier tillfrisknat var han säker på att milisens ledare, Clement Barbot, planerat en statskupp under hans sjukdom, och lät fängsla honom och ett flertal övriga milisledare. Sedan de flesta åter släppts ångrade han sig, och hävdade att Barbot tagit skepnad av en svart hund för att undgå honom. Enligt uppgifter gav Duvalier order om att alla öns svarta hundar skulle dödas innan Barbot slutligen påträffades av MVSN och avrättades. En senare incident ägde rum 1967 då Duvalier lät fängsla fjorton palatsvakter som varit i tjänst under dagen för ett påstått attentat för att senare förklara dessa avrättade i det ökända Fort Dimanche. Med hänvisning till medhjälp lät Duvalier sända en patrull för att avrätta sin säkerhetsrådgivare Johnny Abbes med familj för att därefter spränga deras hus i luften; Abbes var tidigare verksam som chef för grannlandet Dominikanska republikens säkerhetstjänst SIM under Rafael Trujillo men förlorade posten efter diktatorns död 1961.
För att behålla sitt grepp om befolkningen utnyttjade Duvalier skickligt befolkningsmajoritetens tro på voodoo och porträtterade sig ihärdigt som en houngan, en voodoopräst. Sedan president John F. Kennedy, som uttryckt kritik mot Duvaliers regim mördats 1963 hävdade diktatorn att han förorsakat presidentens död genom en förbannelse han nedkallat över honom. USA slopade allt bistånd till Haiti 1961, men undvek tyngre sanktioner av rädsla för att Duvalier skulle slå in på en marxistisk linje av kubanskt snitt. Trots sitt motstånd mot USA – ett ansträngt förhållande som kraftigt förbättrades under hans son och efterträdare Jean-Claude Duvaliers regering – och sitt stöd till svart nationalism och "panafrikanism" var Duvalier en strikt antikommunist. Påstådda kommunistiska aktiviteter behandlades som brott mot den haitianska staten och var belagt med dödsstraff. Förhållandet till Washington förbättrades emellertid under Lyndon B. Johnsons och Richard Nixons administrationer.
Duvaliers sexåriga mandat skulle ha gått ut 1963. Genom en folkomröstning 1961 lät han sig som ende kandidat omväljas för ännu en mandatperiod, officiellt med 100 procent av de avlagda rösterna. År 1964 lät han efter en folkomröstning – 99,9 procent av väljarna stödde förslaget – utropa sig till president på livstid med rätt att utnämna sin efterträdare. Hans hälsa var emellertid svårt nedsatt av livslång diabetes och efter att framgångsrikt och med stor hänsynslöshet ha hållit sig kvar vid makten i fjorton år avled han 1971 i Port-au-Prince. Han hade under sin tid som president byggt upp en omfattande personkult och levde ett liv under lukrativa omständigheter. Han efterträddes av sin nittonårige son, Jean-Claude Duvalier, som president på livstid.
Den fiktiva karibiska östaten San Monique i Bondfilmen Leva och låta dö och dess premiärminister Dr Kananga är en mer eller mindre fri tolkning av Duvalier och hans styre på Haiti.